# 운임
운임(運賃)은 대중교통을 이용하는 승객들이 대중교통을 이용하는 대가로 내는 돈을 의미하는 단어이다. 철로, 버스, 택시 등이 이에 해당한다. 대개 운임을 지불할 경우 승객들은 대가로 "승차권" 등을 교부받으며, 정당한 운임을 지불하지 않고 대중교통을 이용할 시에는 법의 처벌을 받는다.
항공 운송의 경우 항공운임(airfare)이라는 용어가 자주 사용된다. 운임 구조는 특정 시간에 대중교통 차량을 이용하는 다양한 승객이 지불할 금액을 결정하기 위해 설정된 시스템이다. 연결 여행은 대중교통 시스템을 통해 출발지에서 목적지까지의 여행이다. 승객이 여행 중에 여러 번 환승해야 하는 경우에도 해당 여행은 시스템에서 하나의 연결 여행으로 계산된다.

## 용도
지불된 요금은 부분적으로(공적으로 지원되는 시스템의 경우와 마찬가지로) 전체 또는 관련된 운송 시스템의 운영 비용에 기여한다. 운임으로 충당되는 운영 비용 부분(운임 상자 회수율)은 일반적으로 북미와 유럽에서 30%-60%로 다양하며 아시아의 일부 철도 시스템은 100%를 초과한다.
운임을 지불하는 방법과 시기, 유효 기간에 관한 규칙은 다양하고 많다. 일반적으로 요금을 예측할 수 있는 경우(예: 고정 요금 시스템) 요금은 일반적으로 사전에 징수된다. 이는 일반적으로 탑승 시 또는 탑승 전에 요금을 지불해야 하는 철도 및 버스 시스템의 일반적인 관행이다. 택시 및 기타 대여 차량의 경우(여행이 완료될 때까지 총 요금이 알려지지 않음) 일반적으로 탑승이 끝날 때 지불된다. 일부 시스템은 최소 요금을 선불로 요구하는 철도 시스템과 여행 종료 시 최소 요금 이상(순 여행 비용이 최소 요금을 초과하는 경우)을 징수하는 등 두 가지를 혼합한 방식을 사용한다.
일부 시스템은 무료 환승을 허용한다. 즉, 단일 결제로 특정 지역이나 기간 내 여행이 허용된다. 이러한 마련은 목적지에 도달하기 위해 한 경로에서 다른 경로로 환승해야 하는 사람들에게 도움이 된다. 경우에 따라 환승은 편도로만 유효하므로 왕복 여행에 대해 새로운 요금을 지불해야 한다.
페널티 요금(Penalty fare)은 유효한 항공권이 없는 승객에게 부과되는 운임이다. 기준운임은 비슷한 의미를 지닌 용어이다. 영국에서는 남서부철도(South Western Railway) 및 남부철도(Southern)와 같은 특정 열차 운영 회사에 유효한 티켓 없이 여행하는 승객에게 페널티 요금을 부과할 수 있는 수입 보호 검사관이 있다. 2023년 1월 기준으로 최소 금액은 £20 또는 여정에 대한 단일 요금의 두 배였다. 캐나다에서는 토론토 교통위원회가 3달러 요금을 회피하는 사람들에게 500달러를 부과한다.

## 같이 보기
- 무료 승차제
- 입장권
- 대중교통
- 유료도로
- 교통 패스
- 스마트카드